# Número inteiro
Um número inteiro é um número que pode ser escrito sem um componente fracional. Por exemplo, 21, 4, 0, e −2048 são números inteiros, enquanto 9,75, ⁠5+2/2⁠, e √2 não são. O conjunto dos números inteiros é representado pelo símbolo {\displaystyle \mathbb {Z} }, cuja letra é originada da palavra alemã Zahlen ([ˈtsaːlən], "números").
{\displaystyle \mathbb {Z} =\{\ldots ,-3,-2,-1,0,1,2,3,\ldots \}}
Os inteiros (juntamente com a operação de adição) formam o menor grupo que contém o monoide aditivo dos números naturais. Como os números naturais, os inteiros formam um conjunto infinito.
Os números inteiros podem ser simétricos, quando os números têm sinais opostos, ou pode existir também o valor absoluto de um número inteiro, que é a distância entre a origem e o número.

## Subconjuntos deZ{\displaystyle \mathbb {Z} }
- {\displaystyle \mathbb {Z} ^{*}=} Conjunto dos inteiros não nulos {\displaystyle =\mathbb {Z} -\{0\}}
- {\displaystyle \mathbb {Z} }+ {\displaystyle =} Conjunto dos inteiros não negativos {\displaystyle =\{0,1,2,3,...\}}
- {\displaystyle \mathbb {Z} ^{*}}+ {\displaystyle =} Conjunto dos inteiros não negativos, excluindo zero {\displaystyle =\{1,2,3,...\}}
- {\displaystyle \mathbb {Z} }- {\displaystyle =} Conjunto dos inteiros não positivos {\displaystyle =\{...-3,-2,-1,0\}}
- {\displaystyle \mathbb {Z} ^{*}}- {\displaystyle =} Conjunto dos inteiros não positivos, excluindo zero {\displaystyle =\{...,-3,-2,-1\}}

## Propriedades básicas das operações+{\displaystyle +}(adição) e⋅{\displaystyle \cdot }(multiplicação):[3]
Há diversos campos numéricos verificando as propriedades abaixo. Dizemos que eles têm uma mesma estrutura algébrica, a qual é chamada de anel de integridade. O campo dos inteiros, {\displaystyle [\mathbb {Z} ,+,\cdot ]}, é o mais simples e conhecido dos anéis de integridade, e tem o seguinte conjunto de propriedades básicas:
Para todos {\displaystyle a,b,c\in \mathbb {Z} }:

### Fechamento das operações
- {\displaystyle a+b\in \mathbb {Z} }{\displaystyle \qquad \qquad }[a operação {\displaystyle +} é fechada]
- {\displaystyle a\cdot b\in \mathbb {Z} }{\displaystyle \qquad \qquad }[a operação {\displaystyle \cdot } é fechada]

### Associatividade das operações
- {\displaystyle a+(b+c)=(a+b)+c}{\displaystyle \qquad \qquad }[associatividade da {\displaystyle +}]
- {\displaystyle a\cdot (b\cdot c)=(a\cdot b)\cdot c}{\displaystyle \qquad \qquad }[associativa da {\displaystyle \cdot }]

### Existência de elemento neutro
- {\displaystyle a+0=a}{\displaystyle \qquad \qquad }[0 é o elemento neutro da {\displaystyle +}]
- {\displaystyle a\cdot 1=a}{\displaystyle \qquad \qquad }[1 é o elemento neutro da {\displaystyle \cdot }]

### Comutatividade
- {\displaystyle a+b=b+a}{\displaystyle \qquad \qquad }[comutatividade da {\displaystyle +}]
- {\displaystyle a\cdot b=b\cdot a}{\displaystyle \qquad \qquad }[comutatividade da {\displaystyle \cdot }]

### Existência de inverso na adição
- {\displaystyle \exists a'\in \mathbb {Z} } tal que {\displaystyle a+a'=0}{\displaystyle \qquad \qquad }[{\displaystyle a'} é o simétrico de {\displaystyle a}]

### Distributividade da multiplicação
- {\displaystyle a\cdot (b+c)=(a\cdot b)+(a\cdot c)}{\displaystyle \qquad \qquad }[distributividade da {\displaystyle \cdot }]

### Integridade da multiplicação
- {\displaystyle a\cdot b=0\Rightarrow } {\displaystyle a=0} ou {\displaystyle b=0}{\displaystyle \qquad \qquad }[integridade da {\displaystyle \cdot }]

#### Demonstrações usando as propriedades básicas
{\displaystyle i)} Unicidade do elemento neutro da multiplicação
Vamos supor por absurdo que existem dois elementos neutros da multiplicação {\displaystyle 1} e {\displaystyle 1'}, com {\displaystyle 1\neq 1'}
Como {\displaystyle 1} é elemento neutro da multiplicação, então: {\displaystyle 1'\cdot 1=1'}
Como {\displaystyle 1'} é elemento neutro da multiplicação, então: {\displaystyle 1\cdot 1'=1}
Temos: {\displaystyle 1'=1'\cdot 1=1\cdot 1'=1} [Comutatividade da multiplicação]
{\displaystyle \qquad \quad \Rightarrow 1'=1}
É absurdo, pois {\displaystyle 1'} é diferente de {\displaystyle 1} por hipótese.
Então o elemento neutro da multiplicação é único.
{\displaystyle ii)} Unicidade do elemento simétrico
Vamos supor que existem dois simétricos {\displaystyle a'} e {\displaystyle a''} de {\displaystyle a}, tal que {\displaystyle a'\neq a''}.
{\displaystyle a'=0+a'} [Existência do elemento neutro]
{\displaystyle \quad =(a+a'')+a'} [Existência do inverso na adição]
{\displaystyle \quad =a+(a''+a')} [Associativa]
{\displaystyle \quad =a+(a'+a'')} [Comutativa]
{\displaystyle \quad =(a+a')+a''} [Associativa]
{\displaystyle \quad =0+a''=a''} [Existência do elemento neutro]
Notação para o simétrico de {\displaystyle a} é {\displaystyle -a}.
Como por hipótese {\displaystyle a'\neq a''} não podemos ter {\displaystyle a'=a''}.
Logo o simétrico da adição é único.
Com isso podemos definir a subtração:
{\displaystyle \qquad a+b'=a+(-b)=a-b}
{\displaystyle iii)} Multiplicação por {\displaystyle 0}
{\displaystyle \qquad 0\cdot a=0} {\displaystyle \forall a\in \mathbb {Z} }
{\displaystyle \qquad \Rightarrow 0\cdot a=(b-b)a}
{\displaystyle \qquad \Rightarrow 0\cdot a=ab-ab}
{\displaystyle \qquad \Rightarrow 0\cdot a=0}
{\displaystyle iv)} Distributividade
{\displaystyle (b+c)a=ba+ca}
{\displaystyle (b+c)a=a(b+c)} [Comutativa]
{\displaystyle \Rightarrow ab+ac=ba+ca} [Distributiva e Comutativa]

## Proposição (leis do cancelamento)[3]
{\displaystyle i)}Sendo {\displaystyle a} e {\displaystyle b} números inteiros:
{\displaystyle \qquad a+c=b+c\Rightarrow a=b,} {\displaystyle \forall c\in \mathbb {Z} }
Observe que, para {\displaystyle x=y,} {\displaystyle \quad x,y\in \mathbb {Z} } e {\displaystyle z\in \mathbb {Z} }
Logo temos, {\displaystyle x+z=y+z} (vem da definição de soma em {\displaystyle \mathbb {N} })
Agora podemos provar:
{\displaystyle \qquad a+c=b+c}
{\displaystyle \qquad \Rightarrow (a+c)+(-c)=(b+c)+(-c)}
{\displaystyle \qquad \Rightarrow a+(c-c)=b+(c-c)} [Associatividade]
{\displaystyle \qquad \Rightarrow a+0=b+0}
{\displaystyle \qquad \Rightarrow a=b}
{\displaystyle ii)} Sendo {\displaystyle a,b} e {\displaystyle c} números inteiros
{\displaystyle \qquad a\cdot c=b\cdot c\Rightarrow a=b,} {\displaystyle \forall c\neq 0}
{\displaystyle \qquad \Rightarrow ac-bc=bc-bc}
{\displaystyle \qquad \Rightarrow ca-cb=0} [Comutatividade]
{\displaystyle \qquad \Rightarrow c(a-b)=0} [Distributiva]
Logo {\displaystyle c=0} ou {\displaystyle a-b=0}, como {\displaystyle c\neq 0}, por hipótese temos:
{\displaystyle \qquad a-b=0}
{\displaystyle \qquad \Rightarrow a-b+b=0+b}
{\displaystyle \qquad a+0=0+b}
{\displaystyle \qquad a=b}

## Relação de ordem nos inteiros[3]
Temos que se {\displaystyle a>b} ou {\displaystyle b<a} isso significa que {\displaystyle a-b>0}
Com isso os números inteiros ficam divididos em:
{\displaystyle \mathbb {Z} ^{+}=\{0,1,2,3...\}\Rightarrow } Inteiros não negativos
{\displaystyle \qquad x\in \mathbb {Z} :x\geq 0}
{\displaystyle \mathbb {Z} ^{-}=\{...,-3,-2,-1,0\}\Rightarrow } Inteiros não positivos
{\displaystyle \qquad x\in \mathbb {Z} :x\leq 0}
{\displaystyle \mathbb {Z} _{*}^{+}=\{1,2,3,...\}\Rightarrow } Inteiros positivos
{\displaystyle \qquad x\in \mathbb {Z} :x>0}
{\displaystyle \mathbb {Z} _{*}^{-}=\{...,-3,-2,-1\}\Rightarrow } Inteiros negativos
{\displaystyle \qquad x\in \mathbb {Z} :x<0}
Observação: temos {\displaystyle a>b\Rightarrow a-b>0,} no caso particular {\displaystyle a-0=a}, temos {\displaystyle a>0}, somente se {\displaystyle a\in \{1,2,3,...\}}
Notação:{\displaystyle {\begin{cases}a\geq b(a>b\quad ou\quad a=b)\\a\leq b(a<b\quad ou\quad a=b)\\\end{cases}}}
As relações {\displaystyle <} e {\displaystyle \leq } são compatíveis com a adição e a multiplicação, conforme os resultados:
Proposição:
Sendo {\displaystyle a,b,c\in \mathbb {Z} }
{\displaystyle i)} A relação de ordem é preservada na adição:
{\displaystyle *\quad a<b\Leftrightarrow a+c<b+c,\quad \forall c\in \mathbb {Z} }
{\displaystyle a<b\Rightarrow b-a>0}
{\displaystyle \qquad \Rightarrow b-a+c-c>0}
{\displaystyle \qquad \Rightarrow b+c-a-c>0}
{\displaystyle \qquad \Rightarrow (b+c)-(a+c)>0}
{\displaystyle \qquad \Rightarrow a+c<b+c}
{\displaystyle a+c<b+c\Rightarrow a<b}
{\displaystyle \qquad \qquad \quad \Rightarrow (b+c)-(a+c)>0}
{\displaystyle \qquad \qquad \quad \Rightarrow b+c-a-c>0}
{\displaystyle \qquad \qquad \quad \Rightarrow (b-a)+(c-c)>0}
{\displaystyle \qquad \qquad \quad \Rightarrow b-a>0}
{\displaystyle \qquad \qquad \quad \Rightarrow a<b}
{\displaystyle *\quad a\leq b\Leftrightarrow a+c\leq b+c,\quad \forall c\in \mathbb {Z} }
Esta demonstração é de forma análoga à anterior.
{\displaystyle ii)} A relação de ordem é preservada na multiplicação por inteiros positivos:
{\displaystyle *\quad a<b\Leftrightarrow a\cdot c<b\cdot c,\quad \forall c\in \mathbb {Z} }
Observe que quando {\displaystyle n>0}
{\displaystyle cn>0} para {\displaystyle c>0}, ou seja, {\displaystyle 3n>2n>n>0}
{\displaystyle a<b\Rightarrow b-a>0}
{\displaystyle \qquad \Rightarrow c(b-a)>0\quad \qquad c>0}
{\displaystyle \qquad \Rightarrow cb-ca>0}
{\displaystyle \qquad \Rightarrow ca<cb}
{\displaystyle ca<cb\Rightarrow a<b}
{\displaystyle \qquad \quad \Rightarrow ca-cb>0}
{\displaystyle \qquad \quad \Rightarrow c(b-a)>0\quad \qquad c>0}
{\displaystyle \qquad \quad \Rightarrow b-a>0}
{\displaystyle \qquad \quad \Rightarrow a<b}
{\displaystyle cn<0} para {\displaystyle c<0}, ou seja, {\displaystyle -3n<-2n<-n<0}
{\displaystyle a<b\Rightarrow b-a>0}
{\displaystyle \qquad \Rightarrow c(b-a)<0\quad \qquad c<0}
{\displaystyle \qquad \Rightarrow cb-ca<0}
{\displaystyle \qquad \Rightarrow cb<ca}
{\displaystyle a<b\Rightarrow ca>cb}
{\displaystyle \qquad \Rightarrow cb-ca<0}
{\displaystyle \qquad \Rightarrow c(b-a)<0\quad \qquad c<0}
{\displaystyle \qquad \Rightarrow b-a>0}
{\displaystyle \qquad \Rightarrow a<b}

## Valor absoluto de um número inteiro[3]
O valor absoluto de um número inteiro {\displaystyle b} é a distância modular, e é definido como a distância do número até a origem(0):
{\displaystyle |b|={\begin{cases}b\ se\ b\geq 0\\-b\ se\ b<0\\\end{cases}}}
Tomar o valor absoluto de um número inteiro consiste basicamente em deixá-lo inalterado se o número for positivo ou nulo, e apagar seu sinal, caso ele seja negativo.
Exemplo:
{\displaystyle |-2|=2=|2|},
{\displaystyle |0|=0}

## Conceitos básicos de divisibilidade[3]
O divisor de um número inteiro {\displaystyle a}, é todo inteiro {\displaystyle b} capaz de transformar o inteiro {\displaystyle a} num produto de inteiros: {\displaystyle a=b.c} (para algum número inteiro {\displaystyle c}).
Sempre que {\displaystyle b} for divisor de {\displaystyle a}, também costuma-se empregar as seguintes terminologias alternativas, sinônimas:
{\displaystyle \qquad }"o inteiro {\displaystyle b} divide {\displaystyle a}", o que pode ser abreviado com a notação: {\displaystyle b|a} ;
{\displaystyle \qquad }"o inteiro {\displaystyle a} é múltiplo de {\displaystyle b}"
Exemplo:
Os divisores de {\displaystyle a=4} são {\displaystyle b=-2,-1,1,2}
Todos eles são não-nulos, e temos respectivamente:
{\displaystyle 4=(-2)\cdot (-2),\quad 4=(-1)\cdot (-4),\quad 4=1\cdot 4,\quad 4=2\cdot 2}
Atenção:
- zero só é divisor de si mesmo;
- todos os inteiros são divisores de zero.

##### Demonstrações
{\displaystyle i)} Se {\displaystyle b} é divisor de {\displaystyle a}, então {\displaystyle -b} também é.
Hipótese: {\displaystyle b\mid a\Rightarrow a=b\cdot c\qquad c\in \mathbb {Z} }
Tese: {\displaystyle -b\mid a\Rightarrow a=-b\cdot d\qquad d\in \mathbb {Z} }
Temos que {\displaystyle a=b\cdot c}
Então {\displaystyle (-1)a=b\cdot c(-1)}
{\displaystyle \Rightarrow (-1)-a=(-1)b\cdot (-c)}
{\displaystyle \Rightarrow a=(-b)\cdot (-c)}, sendo {\displaystyle d=-c}
{\displaystyle \Rightarrow a=-b.d}, pela definição de divisor {\displaystyle \Rightarrow -b\mid a}
{\displaystyle ii)} Se {\displaystyle a} é divisor de {\displaystyle b} e {\displaystyle b} é divisor de {\displaystyle a}, então {\displaystyle a=b} ou {\displaystyle a=-b}
Hipótese: {\displaystyle a\mid b} e {\displaystyle b\mid a}
Tese: {\displaystyle a=b}
Temos que {\displaystyle a\mid b\Rightarrow b=a\cdot c}, {\displaystyle \qquad c\in \mathbb {Z} }
{\displaystyle \qquad \qquad b\mid a\Rightarrow a=b\cdot d}, {\displaystyle \qquad d\in \mathbb {Z} }
{\displaystyle \Rightarrow b=(b\cdot d)\cdot c\Rightarrow b=b(d\cdot c)\Rightarrow d\cdot c=1}
{\displaystyle \Rightarrow d=c=1} ou {\displaystyle d=c=-1}
- Para {\displaystyle d=c=1}

{\displaystyle a=b\cdot d\Rightarrow a=b\cdot 1\Rightarrow a=b}
{\displaystyle b=a.c\Rightarrow b=a\cdot 1\Rightarrow b=a}
- Para {\displaystyle d=c=-1}

{\displaystyle a=b\cdot d\Rightarrow a=b\cdot (-1)\Rightarrow a=-b}
{\displaystyle b=a.c\Rightarrow b=a\cdot (-1)\Rightarrow b=-a}

## Número primo e números relativamente primos[3]
Como {\displaystyle 1,-1,a,-a} sempre são divisores de cada número inteiro {\displaystyle a\neq 0}, dizemos que eles são os divisores triviais, ou os divisores impróprios, de {\displaystyle a}.
Nos casos em que {\displaystyle a=1} e {\displaystyle a=-1}, temos exatamente dois divisores triviais. Contudo, em todos os demais casos de {\displaystyle a\neq 0}, temos exatamente quatro divisores triviais.
Número primo é todo inteiro {\displaystyle p\neq 0,\pm 1} cujos divisores são todos triviais. Isto equivale a dizer que um número primo é todo inteiro {\displaystyle p} com exatamente quatro divisores: {\displaystyle p,-p,1,-1}.
Número composto é todo inteiro {\displaystyle k\neq 0} que tem ao menos um divisor não trivial. Isto equivale a dizer que um número composto é todo inteiro {\displaystyle k\neq 0} com cinco ou mais divisores.
Chamamos de divisor comum de dois ou mais números inteiros, todo inteiro que seja divisor de cada um desses inteiros.
Exemplo:
Os divisores de {\displaystyle 8} são {\displaystyle \pm 1,\pm 2,\pm 4,\pm 8}, enquanto os divisores de {\displaystyle 12} são {\displaystyle \pm 1,\pm 2,\pm 3,\pm 4,\pm 6,\pm 12}. Assim, os divisores comuns de {\displaystyle 8} e {\displaystyle 12} são {\displaystyle \pm 1,\pm 2,\pm 4}.
Dizemos que dois números inteiros são relativamente primos, ou primos entre si se tiverem como divisores comuns apenas os divisores triviais {\displaystyle +1} e {\displaystyle -1}.
Proposição: todo número primo que não dividir um inteiro {\displaystyle a} dado, é relativamente primo com {\displaystyle a}.
Demonstração: Sendo {\displaystyle p} um primo dado e {\displaystyle a} um número inteiro. Temos que os divisores de {\displaystyle p} são {\displaystyle 1}, {\displaystyle -1}, {\displaystyle p} e {\displaystyle -p}, como {\displaystyle p} não divide {\displaystyle a}, seus únicos divisores comuns serão {\displaystyle 1} e {\displaystyle -1}.

## Máximo divisor comum (mdc)[3]
Chamamos de máximo divisor comum de dois ou mais números inteiros, o maior dos divisores comuns desses inteiros. A notação {\displaystyle mdc(a,b)} indicará o máximo divisor comum dos inteiros {\displaystyle a}, {\displaystyle b}.
Exemplo:
Temos {\displaystyle mdc(6,9)=3}, pois os divisores comuns de {\displaystyle 6} e {\displaystyle 9} são {\displaystyle \pm 1} e {\displaystyle \pm 3}.
Note que:
- o {\displaystyle mdc(a,b)} sempre existe, a menos que {\displaystyle a=b=0}.

{\displaystyle mdc(0,b)={\begin{Bmatrix}(b),se\quad b\neq 0\\\nexists \quad se\quad b=0\end{Bmatrix}}}
- o conjunto de divisores comuns de qualquer conjunto de dois ou mais números inteiros nunca é vazio (pois {\displaystyle \pm 1} sempre são divisores comuns deles) e é finito (pois os divisores de {\displaystyle c\neq 0}estão entre {\displaystyle c} e {\displaystyle -c}).

- o {\displaystyle mdc(a,b)\geq 1}, em particular, sempre é positivo.
- {\displaystyle mdc(a,b)=mdc(-a,b)=mdc(a,-b)=mdc(-a,-b)}.
- Dizer que dois números {\displaystyle a} e {\displaystyle b} são primos entre si, é o mesmo que dizer que {\displaystyle mdc(a,b)=1}.

{\displaystyle \rightarrow } Fatoração: sendo {\displaystyle a=b_{1},b_{2}...b_{n}}, com {\displaystyle a,b_{1},b_{2}...b_{n}} inteiros, dizemos que {\displaystyle b_{1},b_{2}...b_{n}} são fatores de {\displaystyle a} e que {\displaystyle b_{1},b_{2}...b_{n}}é uma fatoração desse {\displaystyle a}.
Ex: {\displaystyle 18=2\cdot 9=3\cdot 6=1\cdot 18=2\cdot 3\cdot 3}
O mdc também pode ser calculado a partir do Algoritmo de Euclides.

## Teorema da divisão euclidiana
A ideia da divisão euclidiana consiste em separar um todo em partes iguais. Essa divisão pode ocorrer de forma exata (quando a união dessas partes resulta no número original) ou de forma inexata (quando ocorre o contrário). No contexto dos números inteiros, {\displaystyle a} corresponde ao todo, e {\displaystyle b} corresponde a cada uma das partes iguais. Ou seja:
- A divisão exata de {\displaystyle a} por {\displaystyle b} equivale a dizer que existe um número inteiro {\displaystyle q} tal que: {\displaystyle a=q\cdot b}.

{\displaystyle \qquad }Exemplo:
{\displaystyle \qquad \qquad 4=2\cdot 2}
{\displaystyle \qquad \qquad 10=2\cdot 5}
- A divisão inexata de {\displaystyle a} por {\displaystyle b} equivale a dizer que existe um número inteiro {\displaystyle q} tal que: {\displaystyle a=q\cdot b+r}, onde {\displaystyle r} (resto) é menor que {\displaystyle b}

{\displaystyle \qquad }Exemplo:
{\displaystyle \qquad \qquad 26=2\cdot 9+8}
{\displaystyle \qquad \qquad 21=4\cdot 5+1}
Há apenas uma maneira de fazer uma divisão exata, mas há maneiras diferentes de se fazer uma divisão inexata. Podemos dividi-las em: inexatas por falta (a mais utilizada, como {\displaystyle 17=3\cdot 5+2}) e inexatas por excesso (como {\displaystyle 17=4\cdot 5+(-3)}).

## Teorema fundamental da aritmética
Este teorema afirma que os números primos funcionam como base para a construção de todo e qualquer número inteiro (exceto {\displaystyle 0} e {\displaystyle \pm 1}), fazendo apenas multiplicações. Este teorema tem uma importância tão grande que é chamado de Teorema Fundamental da Aritmética.
A fatoração em primos de um inteiro {\displaystyle a\neq 0}, {\displaystyle \pm 1} pode ser escrita de diversas maneiras, como por exemplo:
- Existem primos {\displaystyle p_{1},p_{2},p_{3},...,}possivelmente repetidos, tais que {\displaystyle a=\pm p_{1}\cdot p_{2}\cdot p_{3}...}.
- Existem primos {\displaystyle p_{1}\leq p_{2}\leq p_{3}\leq ...\leq p_{n}}tais que {\displaystyle a=\pm p_{1}\cdot p_{2}\cdot p_{3}\cdot ...\cdot p_{n}}.
- Existem primos distintos {\displaystyle p_{1}<p_{2}<p_{3},...<p_{n}}, e respectivos inteiros positivos {\displaystyle j_{1},j_{2},j_{3},...,j_{n}}, tais que {\displaystyle a=\pm p_{1}^{j_{1}}\cdot p_{2}^{j_{2}}\cdot p_{3}^{j_{3}}\cdot ...\cdot p_{n}^{j_{n}}}.

Assim, por exemplo,
{\displaystyle \qquad \qquad -40=-2\cdot 2\cdot 2\cdot 5}
{\displaystyle \qquad \qquad -40=-2^{3}\cdot 5}
{\displaystyle \qquad \qquad 63=3\cdot 3\cdot 7}
{\displaystyle \qquad \qquad 63=3^{2}\cdot 7}

## Propriedades relativas à ordem
Dois inteiros admitem relações binárias como =, > e <.
A ordem de Z é dada por ... < −2 < −1 < 0 < 1 < 2 < ... e faz de Z uma ordenação total sem limite superior ou inferior. Chama-se de inteiro positivo os inteiros maiores que zero; o próprio zero não é considerado um positivo. A ordem é compatível com as operações algébricas no seguinte sentido:
1. se a < b e c < d, então a + c < b + d
2. se a < b e 0 < c, então ac < bc

## Aplicações
Inteiro é frequentemente um tipo primitivo em linguagem de programação, normalmente com 1, 2, 4, ou 8 bytes de comprimento (8, 16, 32, ou 64 bits). Observe, porém, que um computador pode apenas representar um subconjunto dos inteiros com estes tipos, já que os inteiros são infinitos e uma quantidade de bits fixa limita a representação a um máximo de 2 à potência do número de bits ({\displaystyle 2^{8}} para bytes, {\displaystyle 2^{32}} para arquiteturas de 32 bits, etc.). No entanto, o uso de técnicas de inteligência artificial permitem que computadores representem e raciocinem sobre o conjunto dos inteiros.

### RSA
O RSA é o mais conhecido dos métodos de criptografia de chave pública. Ele foi criado em 1978 por R. L. Rivest, A. Shamir e L. Adleman, que na época trabalhavam no MIT e é o mais usado em aplicações comerciais atualmente. A construção deste sistema é baseada nas propriedades da Teoria dos Números e suas principais características são: simplicidade, chave pública e extrema dificuldade em violar o código.